# اورکو
اورکو (به چکی: ORCO) شرکت املاک و مستغلات فرانسوی است، که دارای عملیات در کشورهای جمهوری چک، کرواسی، آلمان، مجارستان، لهستان، روسیه و اسلواکی می‌باشد.
دفتر مرکزی شرکت املاک اوروکو بدلیل معافیت‌های مالیاتی، در لوکزامبورگ مستقر است. بخشی از سهام این شرکت در بازارهای بورس یورونکست پراگ، بوداپست و ورشو، همچنین بورس یورونکست پاریس و بورس فرانکفورت معامله می‌شود.